# Muczne
Muczne (w latach 1977–1981 Kazimierzowo) – osada w Polsce w województwie podkarpackim, w powiecie bieszczadzkim, w gminie Lutowiska. Leży w dolinie potoku Muczny.
W latach 1975–1998 miejscowość administracyjnie należała do województwa krośnieńskiego.

## Historia
W 1590 w dolinie potoku Muczny założona została maleńka wioska o nazwie Dołhyłuh. Potem przyjęła nazwę Muczne od nazwy potoku. Przed drugą wojną światową Muczne liczyło 8 domów i było przysiółkiem Dźwiniacza Górnego. W połowie XIX zaczęto tu wytwarzać potaż – potasznia zlokalizowana była w miejscu nowego kościoła. Miejscowość znajdowała się na trasie zbudowanej na początku XX w. bieszczadzkich kolejek leśnych prowadzących do dolin Wołosatego, Terebowca i stacji końcowej w Sokolikach Górskich. Nieopodal na Jasieniowie istniała gajówka.
W 1944 oddział UPA zamordował (na Brenzbergu) 74 osoby narodowości polskiej. Dzieła zniszczenia dopełniły wysiedlenia pozostałych osób do ZSRR, a ostatecznie po zniszczeniach wojennych nie pozostał żaden dom.
W latach 1970–72 w Mucznem powstał hotel robotniczy i osada dla pracowników leśnych. Hotel robotniczy był tysięcznym obiektem wzniesionym przez resort leśnictwa w Bieszczadach. W 1975 tereny te przejął Urząd Rady Ministrów, tworząc ośrodek wypoczynkowy oznaczony kryptonimem W-3 (W-1 to ośrodek w Łańsku, W-2 to ośrodek w Arłamowie).
W Mucznem urządzono gospodarstwo rolne i ośrodek łowiecki, składający się z hotelu, leśniczówki przy wjeździe do osady, wartowni, tzw. dewizówki oraz kilku budynków przy szlaku na Bukowe Berdo. Na polowania przyjeżdżali tutaj przywódcy PRL-u i ich goście z zagranicy. Wcześniej, wiosną 1967 ówczesny wicepremier Piotr Jaroszewicz ustrzelił tu niedźwiedzia, który jest dziś eksponatem w muzeum Bieszczadzkiego Parku Narodowego w Ustrzykach Dolnych; drugiego niedźwiedzia zastrzelił on w 1975. Bywał tu Edward Gierek, Josip Broz Tito i brat szacha Iranu, książę Abd-or-Reza Pahlawi. Przez cztery lata wieś nosiła nazwę Kazimierzowo. Powszechnie uważa się, że nadano ją na cześć pułkownika Kazimierza Doskoczyńskiego, "wielkiego łowczego" w ośrodku rządowym "Arłamów", niemniej jednak brak jest źródeł dokumentujących to przypuszczenie. Inną przesłanką do nadania takiej nazwy mogła być analogia między Kazimierzem Wielkim jako tym, który zastał Polskę drewnianą a zostawił murowaną a komendantem Doskoczyńskim jako budowniczym Arłamowa, Trójcy i Mucznego. Nowa nazwa funkcjonowała od 1 października 1977 do 1 kwietnia 1981. W maju 1981 pod naciskiem Solidarności Bieszczadzkiej obszar Mucznego przekazano z powrotem służbie leśnej, pod zarząd Nadleśnictwa Stuposiany.
18 października 2015 poświęcono  w Mucznem nowy drewniany kościół pw. św. Huberta, filialny parafii św. Anny w Ustrzykach Górnych.
Rośnie tu jodła pospolita "Elżbieta", będąca pomnikiem przyrody (wiek 165 lat, wysokość 40 m, obwód 480 cm).
W 2020 na najwyższej kulminacji Jeleniowatego połżonego w pobliżu Mucznego otwarto 34 metrową wieżę widokową.

## Położenie
Muczne leży w dolinie potoku Muczny. Położone jest 715–735 m n.p.m., pomiędzy Bukowym Berdem, a Jeleniowatym. Oddalone jest 10 km drogą przez las od Stuposian.

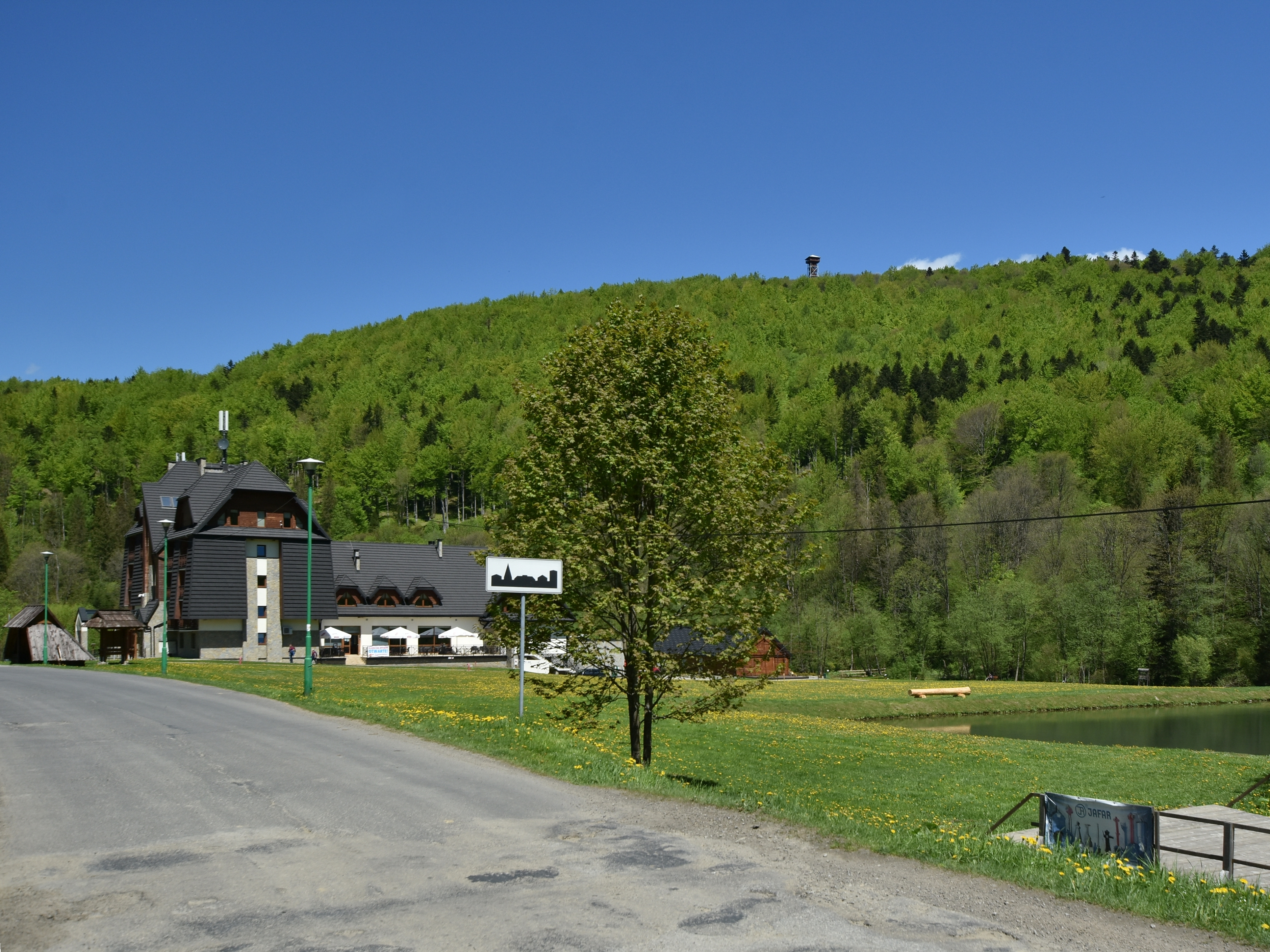
Ośrodek hotelowo-konferencyjny, w tle wieża widokowa na Jeleniowatym
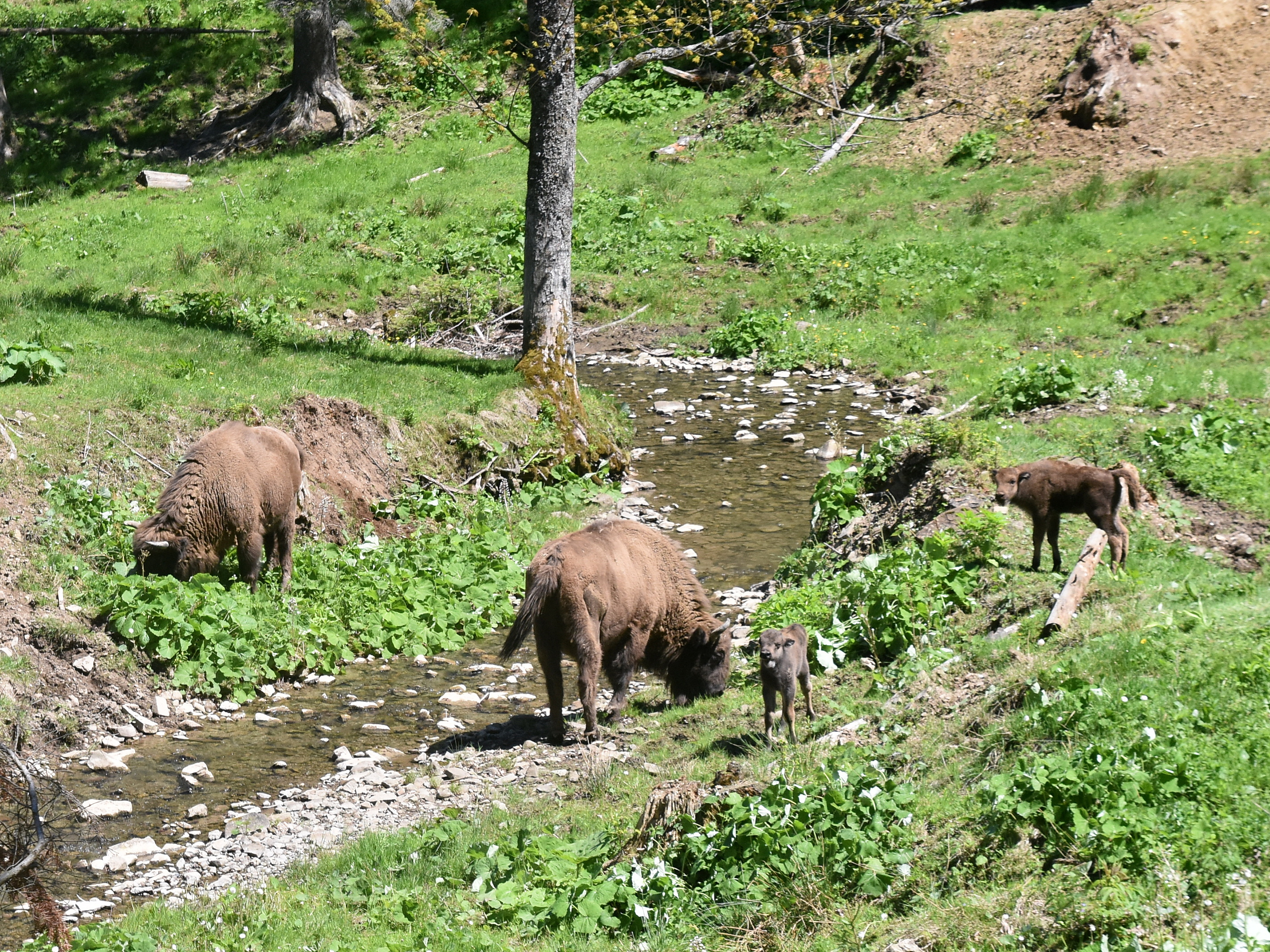
Zagroda żubrów
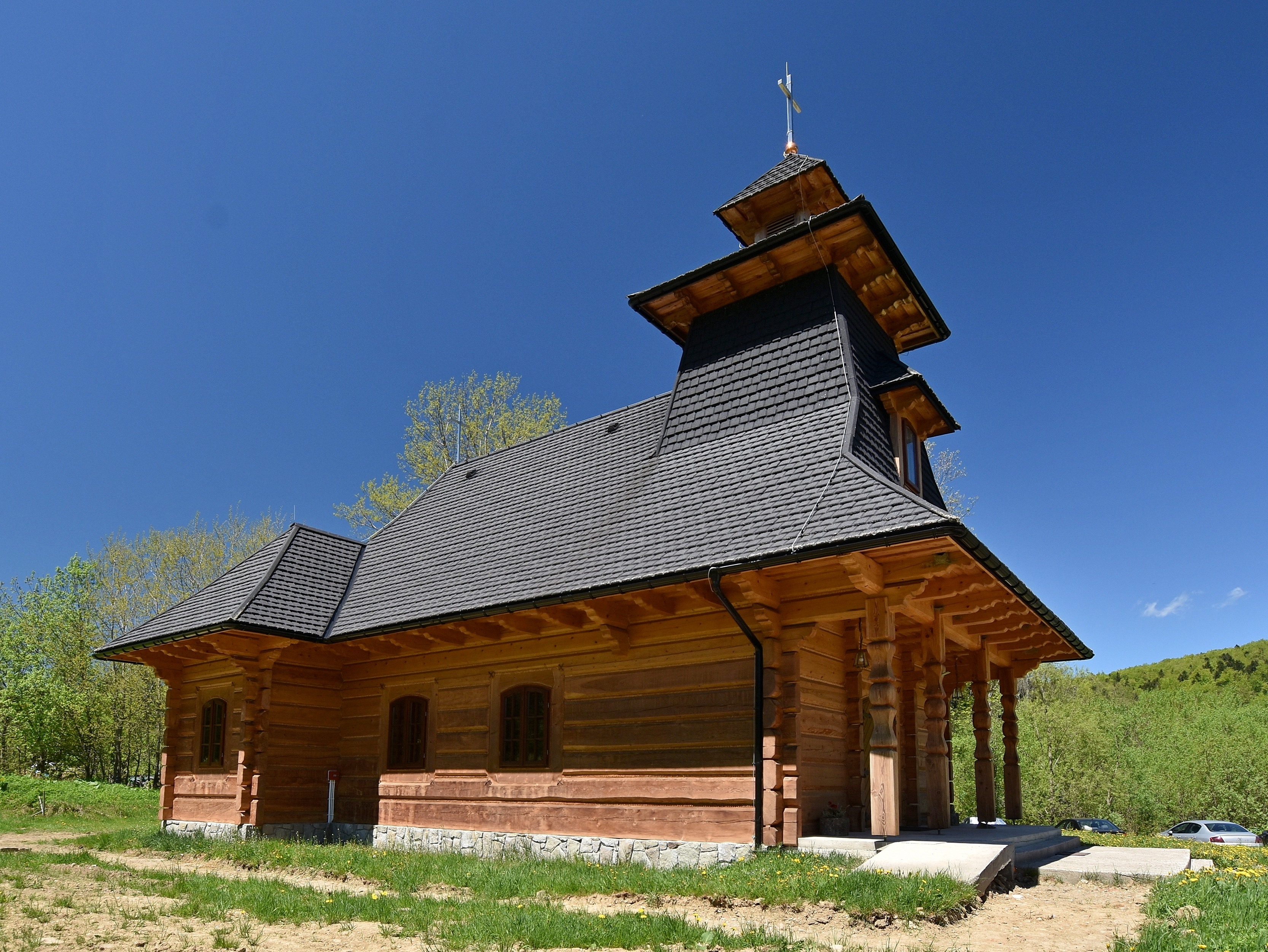
Kościół św. Huberta